# Oluf Bagge
Pour les articles homonymes, voir Olufsen et Bagge.
Oluf Olufsen Bagge (né le 22 décembre 1780 à Copenhague, mort le 22 septembre 1836) est un dessinateur et graveur danois.

## Biographie
Fils de Svend Olufsen Bagge, archiviste au General-Kommissariat, il entre en 1800 à l'École de Kolding où il obtiendra le Filosofikum.
Il se consacre ensuite à la gravure sur cuivre, principalement à l'étranger, de 1821 à 1824. Il exécute en particulier une série de planches pour la Flora Danica. On peut aussi mentionner les Blomstertegninger for Ungdommen (« Illustrations de fleurs pour la jeunesse ») de Johannes Ludvig Camradt et des gravures destinées à illustrer certains de ses propres écrits dans le domaine des belles-lettres. Il a également réalisé des cartes.
Il a épousé Karen Nielsen.

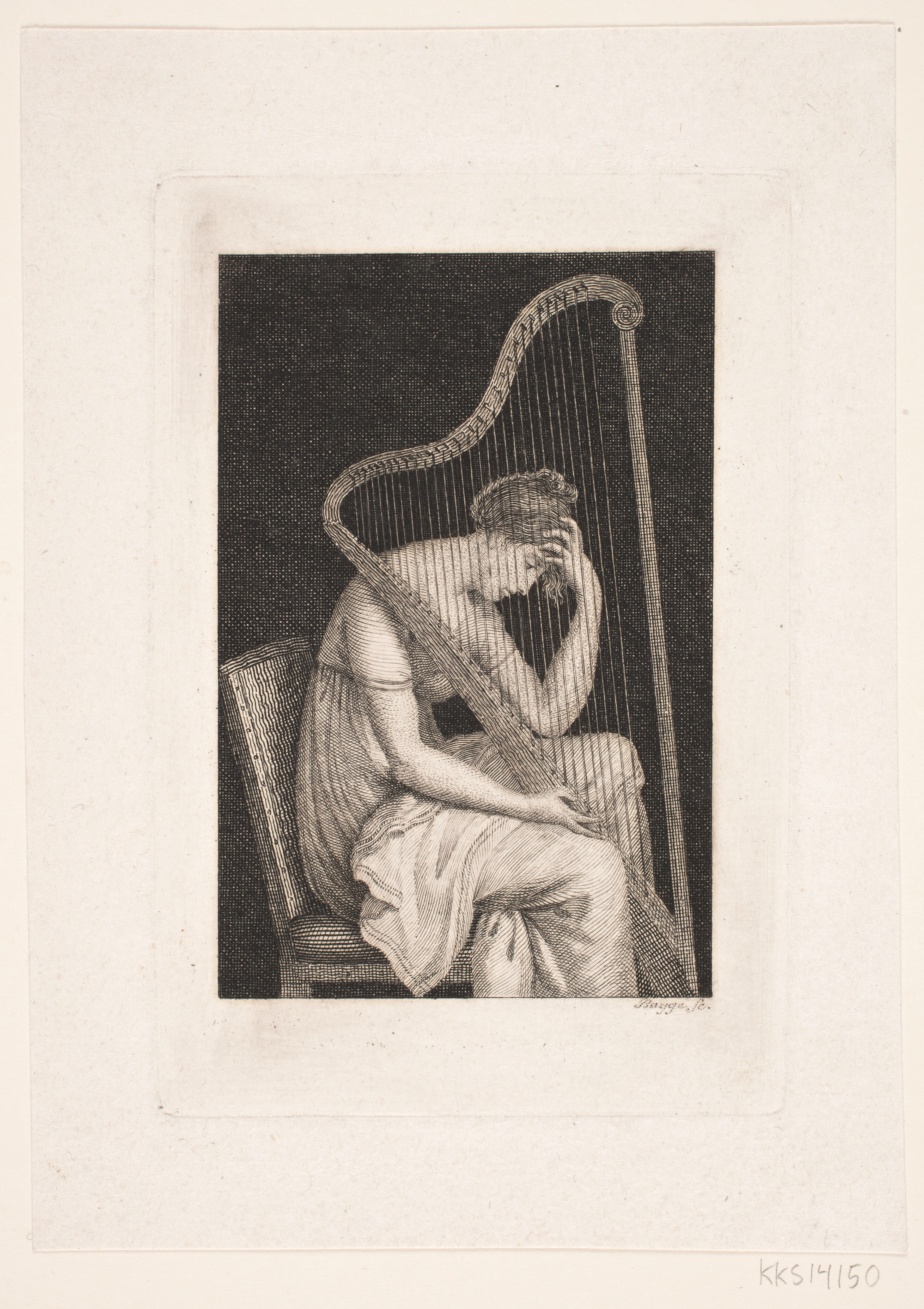
Femme avec une harpe, eau-forte (n. d., Statens Museum for Kunst).
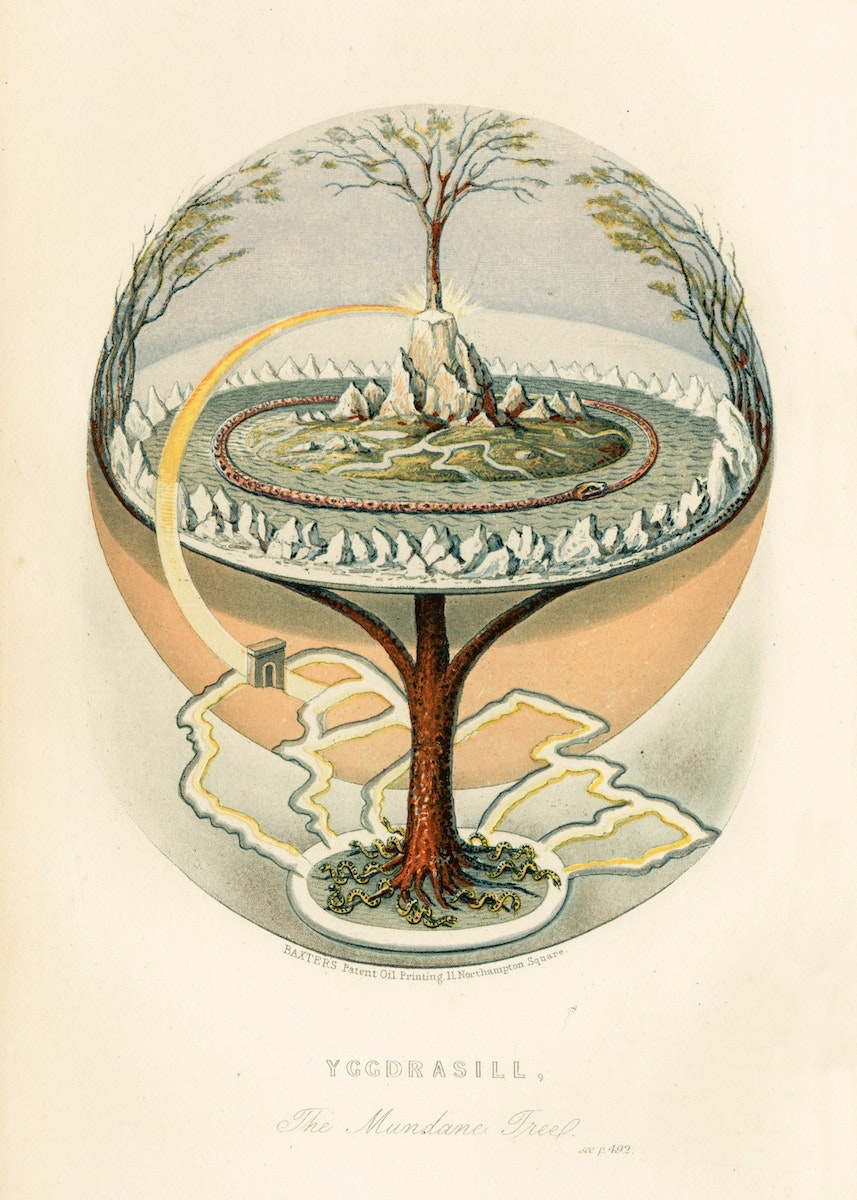
Yggdrasil, l'Arbre-monde, illustration (1847).